# Algebra um Acht
Algebra um Acht ist eine Schul-Fernsehserie der ARD. In den 19 Episoden werden Schicksale von Erwachsenen geschildert, die auf einer Abendschule das Abitur nachholen möchten. Die Erstausstrahlung erfolgte 1972 und 1973 in den Regionalprogrammen.

## Konzept
Das Kollegium der Abendschule bestehend aus Direktor Lenz, Studienrat Hellmund, Dr. Delius und Dr. Veith ist überzeugt davon, dass der Zweite Bildungsweg vielen Erwachsenen für die Zukunft eine bessere berufliche Perspektive bietet. Mit unterschiedlichen Lehrmethoden engagieren sie sich für ihre Schüler, deren Einzelschicksale im Mittelpunkt der Episoden stehen. Bei gleichbleibendem Schulpersonal wird in jeder Folge die Geschichte eines anderen Schülers erzählt.

## Gastdarsteller
In Nebenrollen traten unter anderen Mathias Grimm, Amadeus August, Chariklia Baxevanos, Bernd Herzsprung, Harald Juhnke, Friedrich Schoenfelder, Christian Wolff und Evelyn Gressmann auf.

## Episoden
Quelle:

### Staffel 1
| Folge | Titel                      | Sendetermin        |
| ----- | -------------------------- | ------------------ |
| 1     | Der zweite Weg             | 27. September 1972 |
| 2     | Die Chefin                 | 11. Oktober 1972   |
| 3     | Neuer Anfang               | 25. Oktober 1972   |
| 4     | Der Versager               | 8. November 1972   |
| 5     | Der Polier                 | 6. Dezember 1972   |
| 6     | Die Bedingung              | 20. Dezember 1972  |
| 7     | Interne Probleme           | 8. Januar 1973     |
| 8     | Atmosphärische Störungen   | 22. Januar 1973    |
| 9     | Hausfrau mit Abitur        | 5. Februar 1973    |
| 10    | Die Chance                 | 19. Februar 1973   |
| 11    | Der kleine Bruder          | 19. März 1973      |
| 12    | Der Hausbesuch             | 2. April 1973      |
| 13    | Ein fast alltäglicher Fall | 16. April 1973     |

### Staffel 2
| Folge | Titel          | Sendetermin        |
| ----- | -------------- | ------------------ |
| 14    | Taxi nach zehn | 22. August 1973    |
| 15    | Aber ... Oma   | 29. August 1973    |
| 16    | Die Sackgasse  | 5. September 1973  |
| 17    | Der Rentner    | 12. September 1973 |
| 18    | Klassentreffen | 19. September 1973 |
| 19    | Der Samariter  | 26. September 1973 |